# Keleti szél (film, 2007)
A Keleti szél, angol címén The Warlords (hagyományos kínai: 投名狀; egyszerűsített kínai: 投名状; Tau ming csung (Tau ming chong)) egy 2007-ben bemutatott kínai–hongkongi történelmi film Jet Livel a főszerepben. Li első olyan filmje, ahol egyáltalán nem használja harcművészeti képességeit (bár a kardforgatást igen). A film 15 ázsiai filmes díjat nyert, köztük a Hong Kong Film Awards legjobb rendezés, legjobb film és legjobb színész (Jet Li) díját is.

## Történet
|  | Alább a cselekmény részletei következnek! |

A történet az 1860-as években játszódik, a Tajping-felkelés idején. Csing-jün (Qing-yun) tábornok (Jet Li) hadseregét lemészárolja az ellenség, egyedül ő marad életben. Mindez azért történhetett, mert a tábornoknak segítséget ígérő másik hadsereg parancsnoka, Ho, szándékosan visszatartotta saját seregét, hogy így Csing-jün (Qing-yun) elbukjon. Az összetört férfit egy Lien-seng (Lian-sheng) nevű nő ápolja, s a férfi beleszeret az asszonyba, aki azonban eltűnik, miután együtt töltenek egy éjszakát. Csing-jün (Qing-yun) később egy banditacsapathoz csatlakozik, ahol megismeri a két vezért, Vu-jang (Wu-yang)ot és Er-hut. Itt újra találkozik Lien-seng (Lian-sheng)gel, akiről kiderül, hogy Er-hu asszonya. Ennek ellenére Csing-jün (Qing-yun) viszonyba kezd a nővel.
Csing-jün (Qing-yun) egy csata során megmenti a banditákat, ezért maguk közé fogadják, Vu-jang (Wu-yang)gal és Er-huval vértestvéri szövetséget kötnek, melynek szabályai szerint, aki megöl egy testvért, annak halállal kell lakolnia. Csing-jün (Qing-yun) ráveszi a banditákat, hogy álljanak be a seregbe, mert a zsoldjukból eltarthatják éhező családjukat. Az immáron hadvezérekké váló három férfi sikert sikerre halmoz, egyik várost a másik után veszik be, miközben Csing-jün (Qing-yun) folyamatosan viszonyt tart fenn Er-hu feleségével. Szucsou (Suzhou) hosszan tartó ostrománál, mikor már a sereg is éhezik, Er-hu beoson a várba, hogy megölje a várurat, véget vetve ezzel a szenvedésnek. A várúr feláldozza magát a béke érdekében, de megígérteti Er-huval, hogy az megkíméli a vár lakosságát és katonáit. Közben az Er-hu tettéről mit sem sejtő Csing-jün (Qing-yun) Ho seregétől kér ismét segítséget, felajánlja neki, hogy élelemért cserébe serege beveszi Nanking (Nanking) városát, majd a győzelmet átengedi Hónak. Az élelmet megkapják, közben azonban Er-hu már megölte a várurat és a vár lakói önként kivonultak. Csing-jün (Qing-yun) megparancsolja katonáinak, hogy gyilkolják le a vár katonáit, mert nincs annyi élelmük, hogy a várban maradtakat is táplálni tudják, s ő elsősorban a saját seregéért felel. Er-hu, aki meg akarja tartani a várúrnak tett szavát, küzd vértestvére parancsa ellen, ezért leláncolják, míg a katonák lenyilazzák a várban maradtakat.
Er-hu dezertálni készül, de Csing-jün (Qing-yun) meggyőzi, hogy az ártatlanok feláldozása szükséges volt ahhoz, hogy a sereg megmenthesse a Nanking (Nanjing)ben lakó több millió embert. A sereg sikeresen beveszi a várost, s sikerei elismeréseképp Csing-jün (Qing-yun)t a császárnő helytartóvá nevezi ki. Csing-jün (Qing-yun)nek azt is sikerül elérnie, hogy a császárnő három évig ne kérjen adót a város lakóitól, hogy azok felépülhessenek a háborúból. A háborúban történtek azonban elkezdik szétzilálni a vértestvérek közötti köteléket, s Er-hu, akit gyötör a bűntudat a Szucsou (Suzhou)ban történt gyilkosságok miatt, elkezdi megszegni Csing-jün (Qing-yun) parancsait: a császári kincstárnak járó kincset szétosztja a katonái között, ezzel nagy népszerűségre tesz szert. Híre eljut a hadsereget felügyelő hatalmasságokhoz is, akik ráveszik Csing-jün (Qing-yun)t, hogy gyilkoltassa meg Er-hut, a saját érdekében. Er-hunak azt mondják, hogy Ho meg akarja ölni Csing-jün (Qing-yun)t a városon kívül, ezért Er-hu lóra száll és elvágtat, hogy figyelmeztesse vértestvérét. A kihalt, elhagyatott város utcáin Er-hut Csing-jün (Qing-yun) szeme láttára végzi ki egy bérgyilkos. Közben Vu-jang (Wu-yang) rájön, hogy Csing-jün (Qing-yun) titkos viszonyt folytat Er-hu feleségével, és hogy Csing-jün (Qing-yun) meg akarja öletni a férfit. Azt hiszi, a nő miatt akar megszabadulni vértestvére Er-hutól, ezért kétségbeesésében leszúrja az asszonyt, majd Csing-jün (Qing-yun)höz siet, ahol felfedezi Er-hu holttestét. Véresküjükre emlékezve Vu-jang (Wu-yang) a kormányzói beiktatási ceremónia előtt megtámadja Csing-jün (Qing-yun)t, azzal, hogy „aki testvért öl, halnia kell”. Csing-jün (Qing-yun)t a harc közben egy orvlövész többször hátba lövi: kiderül, a császárnő sosem hagyta volna, hogy egy kívülálló legyen Nanking (Nanjing) kormányzója, és végig az volt a hatalmasságok terve, hogy kijátsszák egymás ellen a hadurakat, megszerezzék a városokat, majd végezzenek a velük. A golyóktól megsebesült Csing-jün (Qing-yun)t végül Vu-jang (Wu-yang) mellbe szúrja, s a férfi holtan esik össze.
|  | Itt a vége a cselekmény részletezésének! |

## Kritikai fogadtatás
A Village Voice szerint még a „Mennyek is sírnak” az utolsó csatajelenetnél, ráadásul „nem kisebb embert láthatunk sírni, mint Jet Lit, többször is”. A The List kritikusa szerint kifizetődő, hogy Li ezúttal nem a harcművészeti képességeire hagyatkozik, hanem a színészi játékára. Más kritikusok szerint a film fárasztóan repetitív, szomorú és egyáltalán nem illik sem Lihez, sem az általa alakított hadúrhoz az a rengeteg sírás, amit produkál.

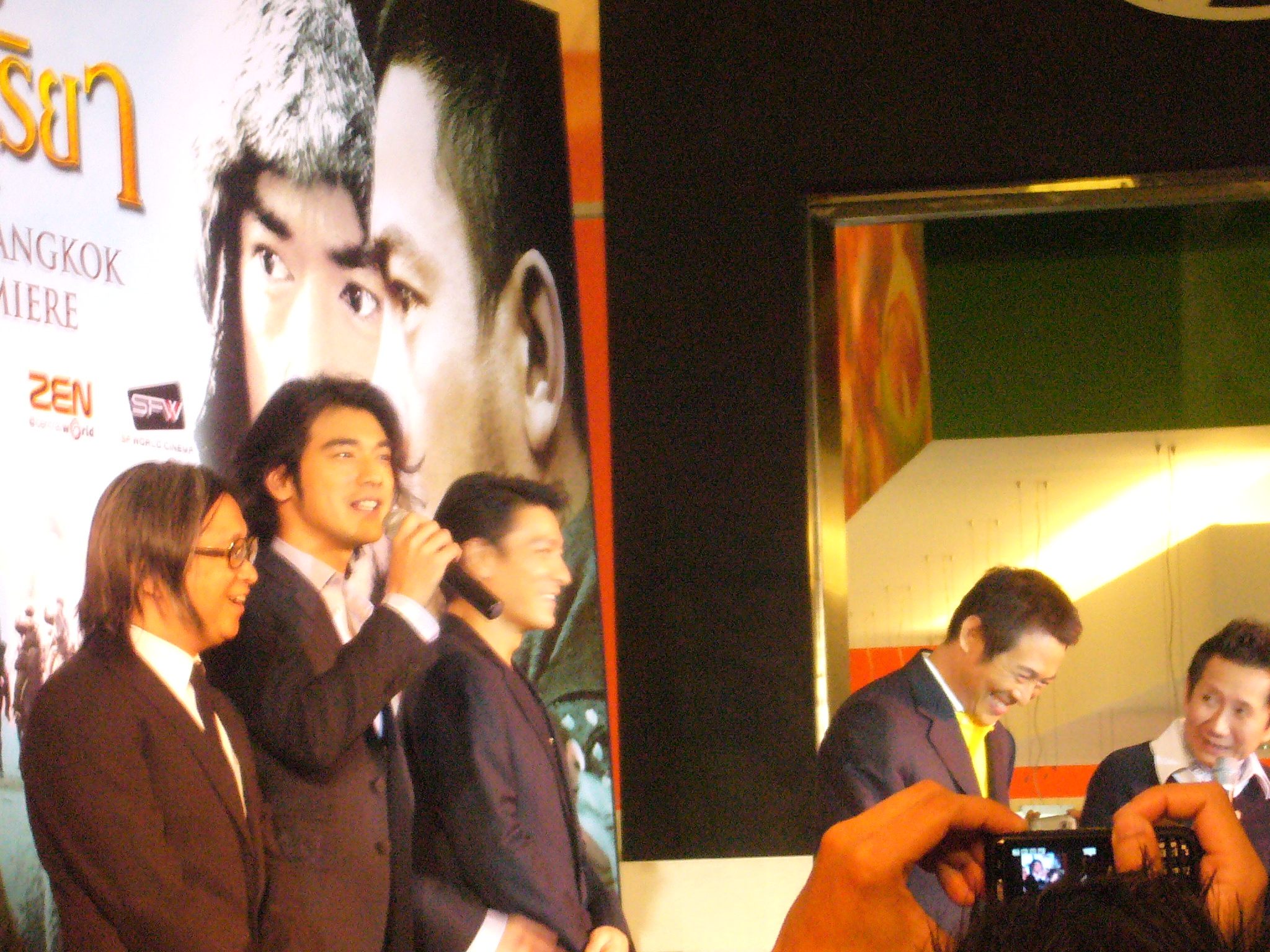
Peter Chan, Kanesiró Takesi, Andy Lau és Jet Li a film bangkoki premierjén